# Djoungo Route
Djoungo Route est un village de la Région du Littoral au Cameroun, situé dans la commune de Mombo.

## Population et développement
En 1967, la population de Djoungo Route était de 387 habitants, essentiellement de Bamiléké. Lors du recensement de 2005, elle était de 255 habitants.

## Cultes
La paroisse catholique de Notre-Dame de l'Annonciation de Djoungo-Route relève de la zone pastorale de Mbanga du Diocèse de Nkongsamba.

## Économie
La source Tangui de la Société des eaux minérales du Cameroun SEMC est exploitée depuis 1983 sur le site Djoungo Route sur la route nationale 5 (axe Douala-Bafoussam).